# Endocérvix
El endocérvix es la porción  del cuello uterino que se encuentra inmediatamente después del orificio cervical externo. Está constituido por un epitelio cilíndrico secretor de moco, formando una capa  de células única.
Es difícil de visualizar, su aspecto es rojizo. Este epitelio reviste todo el canal endocervical, hasta llegar al orificio cervical interno, donde se fusiona con el epitelio glandular endometrial en la porción inferior del cuerpo uterino.
- Datos: Q785307